# CSI: Cyber
CSI: Cyber (Crime Scene Investigation: Cyber) är en amerikansk TV-serie i form av ett polisdrama från CSI-franchisen. Den första säsongen började sändas 22 mars 2015 i USA och 12 oktober 2015 i Sverige.
Den 12 maj 2016 valde CBS lägga ner serien efter 2 säsonger
Serien är den tredje spinoffen på TV-serien CSI: Crime Scene Investigation (2000–2015), varav CSI: Miami (2002–2012) och CSI: New York (2004–2013) är den första respektive andra.

## Rollista
| Karaktär        | Skådespelare       | Säsonger |
| --------------- | ------------------ | -------- |
| Avery Ryan      | Patricia Arquette  | 1-2      |
| Elijah Mundo    | James Van Der Beek | 1-2      |
| Daniel Grummitz | Charley Koontz     | 1-2      |
| Stavros Sifter  | Peter MacNicol     | 1        |
| Brody Nelson    | Bow Wow            | 1-2      |
| Raven Ramirez   | Hayley Kiyoko      | 1-2      |
| D.B. Russell    | Ted Danson         | 2        |